# علی مطوری
علی مطوری (زاده ۱۳۳۸ اهواز) سیاست‌مدار ایرانی است، که در دوره چهارم مجلس شورای اسلامی به‌عنوان نماینده حوزهٔ انتخابیهٔ اهواز، از استان خوزستان در مجلس شورای اسلامی حضور داشت. وی از سال ۱۳۸۶ رئیس دانشکده الهیات و معارف اسلامی دانشگاه شهید چمران می‌باشد. مطوری در سال ۱۳۷۸ رایزن فرهنگی در سفارت ایران در امارات متحده عربی بود.